# Osea Turagabeci
Osea W Tikomallepanoni Joseph Turagabeci (19 de novembro de 1994) é um futebolista fijiano que atua como atacante, atualmente defende o Suva FC.

## Carreira
Osea Turagabeci ele fez parte do elenco da Seleção Fijiana de Futebol nas Olimpíadas de 2016.